# 奥弗涅-罗讷-阿尔卑斯大区
奧弗涅-羅訥-阿爾卑斯（法語：Auvergne-Rhône-Alpes，法語發音：[ovɛʁɲ ʁon alp] ⓘ），简称奥罗阿大区，是法國的一个大區，首府里昂。奥罗阿大区是根據2014年大區重劃规划，合併了奥弗涅、罗讷-阿尔卑斯兩個大區的新大区，已于2016年1月1日起生效。

## 歷史

十八世紀行省分布
奧文尼伯國
多菲内行省
薩瓦（薩伏依）公國 (1860年法國由薩丁尼亞獲取)
朗格多克行省 (Velay, Vivarais)
波旁行省
里昂行省 (Lyonnais, Forez, Beaujolais)
勃艮第公國 (Bresse, Bugey, Dombes, Gex)
其他 (普羅旺斯行省一部分)